# Zhang Guisheng
Zhang Guisheng (chiń. 张桂升; ur. 3 października 1995) – chiński lekkoatleta specjalizujący się w rzucie oszczepem.
W 2011 został brązowym medalistą mistrzostwa świata juniorów młodszych.

## Osiągnięcia
| Rok  | Impreza                               | Miejsce         | Pozycja    | Wynik |
| ---- | ------------------------------------- | --------------- | ---------- | ----- |
| 2011 | Mistrzostwa świata juniorów młodszych | Lille Metropole | 3. miejsce | 77,62 |